# Kanberget

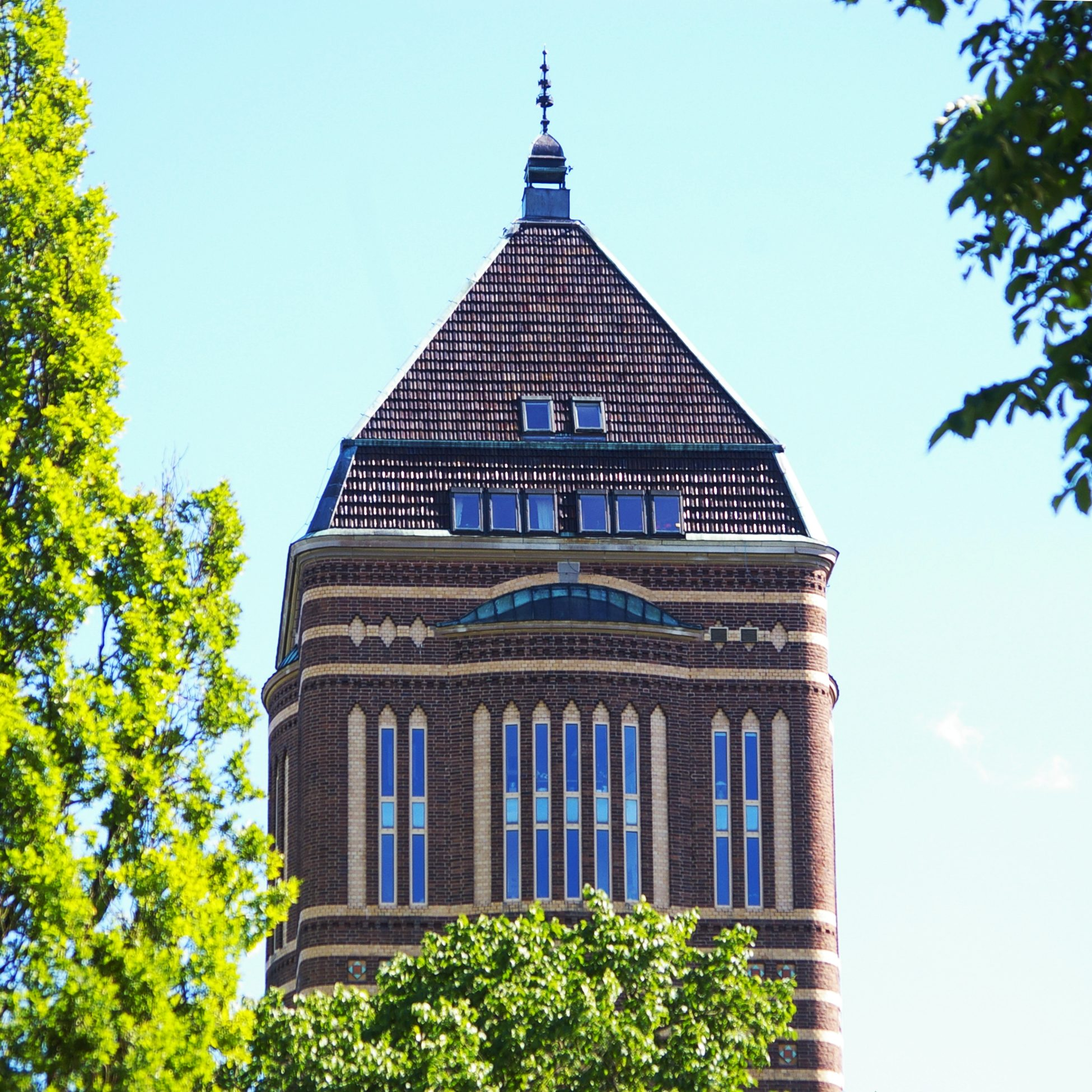
Gamla vattentornet på Kanberget, numera ombyggt till bostäder.

Kanberget är ett område i stadsdelen Innerstaden i centrala Linköping, beläget mellan Griftegården, T1 och Stolplyckan och inramat av Djurgårdsgatan, Storgatan och Kaserngatan. Kanberget är en av Linköpings högsta punkter där man på sina håll har milsvid utsikt över bl.a. Östgötaslätten. Området består till större delen av bostäder samt ett par butiker och frisersalonger. I området finns det även rikligt med småföretag, där det blivit vanligt att verksamheten bedrivs i anknytning till ägarens bostad. Här finns bland annat ett måleri, ett bokantikvariat och en begravningsbyrå. Även Elsas Hus, Stolplyckekapellet, Linköpings gamla infektionsklinik samt Linköpings gamla vattentorn har sin plats på Kanberget. Dubbelmordet i Linköping ägde rum på Kanberget.

## Historia
Kanbergets centralpunkt, "Linköpings gamla vattentorn", ritat av Axel Brunskog, uppfördes 1910 och var i bruk fram till 1957. Idag är byggnaden omgjord till bostadshus. På 1920-talet utökades området och var under många år en viktig samlingspunkt i staden med bland annat en infektionsklinik och en ungdomsmottagning. Numera är alla dessa byggnader omgjorda till bostäder. I slutet av 1990-talet utökades området med flera flervåningshus där ett par av de nya lägenheterna klassas som några av stadens finaste[källa behövs]. Dubbelmordet i Linköping är den i svensk media ofta använda benämningen på det dubbelmord som inträffade strax efter 07.50 vid Kanberget den 19 oktober 2004, varvid två personer, en 8-årig pojke och en 56-årig kvinna, medelst balisongkniv bragtes om livet.

## Arkitektur
Större delen av Kanberget, framför allt den södra delen, består i princip enbart av trevåningshus. Alla hus liknar varandra men har genom åren fått individuella utseenden. Färgerna går i ljusa nyanser av gult, ljusblått och brunt. Nya Kanberget består av ett antal flervåningshus med tre nätta punkthus och ett lamellhus samt fem radhuslägenheter i norr. Vattentornet har nationalromantisk design.